# Nadja Hjärne
Nadja Hjärne, även känd under namnet Nadja Hjärne-Ohrberg, (född Nadjescha Charlotta Alexandra), född den 27 september 1906 i Ryssland, död den 8 februari 1987 i Spånga, var en ryskfödd svensk dansare och sångerska.
Hjärne sjöng in ett 30-tal skivsidor, huvudsakligen på skivmärket Columbia, och turnerade i folkparkerna med bland annat Edvard Persson. Vid en sådan turné under beredskapstiden krockade Edvard Persson med sin turnébil, varpå hon skadades allvarligt och lämnade artistlivet, men fortsatte som sångpedagog. Hennes debutfilm, Smid medan järnet är varmt, var en reklamfilm för KF.

## Filmografi
- 1929 - Smid medan järnet är varmt
- 1929 – Konstgjorda Svensson